# Петропавловский (Амурская область)
Петропавловский — упразднённый посёлок в Зейском районе Амурской области России. Исключен из учётных данных в 1974 году.

## География
Посёлок располагался на реке Белая (приток реки Зея), на расстоянии примерно 12 километров (по прямой) к юго-востоку поселка Береговой.

## История
По данным 1926 года на прииске Петропавловский имелось 12 хозяйств и проживало 34 человек (29 мужчин и 5 женщин). В национальном составе населения преобладали китайцы. В административном отношении входил в состав Дамбукинского сельсовета Зейского района Зейского округа Дальневосточного края.
Решением Амурского исполкома от 7 июня 1974 года № 253, посёлок Петропавловский исключен из учётных данных как несуществующий.